# Garafía
Garafía is een gemeente in de Spaanse provincie Santa Cruz de Tenerife in de regio Canarische Eilanden met een oppervlakte van 103 km². Garafía telt 1.607 inwoners (1 januari 2016). De gemeente ligt op het eiland La Palma.
De gemeente omvat de volgende plaatsen: 
- Santo Domingo de Garafía
- Las Tricias
- Franceses
- Cueva del Agua
- Roque del Faro
- Hoya Grande
- Llano Negro
- El Palmar
- El Castillo
- La Mata
- Juan Adalid-El Mudo
- El Tablado
- Don Pedro

Barlovento · Breña Alta · Breña Baja · Fuencaliente de La Palma · Garafía · Los Llanos de Aridane · El Paso · Puntagorda · Puntallana · San Andrés y Sauces · Santa Cruz de La Palma · Tazacorte · Tijarafe · Villa de Mazo